# Living Earth Simulator Project
O living Earth simulator é uma simulação por computador proposto para rastrear todos os aspectos da vida, atividade humana, clima, e outros processos da Terra como parte do FuturICT project.
Há mais de 300 equipes internacionais prevendo €1 bilhões para a realização do projeto.